# Бой при Пино-де-Байре
Бой при Пино-де-Байре (исп. Batalla de Pino de Baire) ― бой в начале Десятилетней войны (1868—1878), во время которого кубинские повстанцы впервые использовали мачете в качестве рубящего боевого оружия против испанских войск. Бой произошёл 26 октября 1868 года в Пино-де-Байре, провинции Орьенте.
Испанская колонна численностью более 700 человек с двумя орудиями под командованием полковника Кироса направилась из Сантьяго-де-Куба в Баямо. Узнав об этом, Карлос Мануэль де Сеспедес приказал генерал-майору Донато Мармолу занять позиции в Хигуани и остановить продвижение противника. Мармол прибыл в город в сопровождении Максимо Гомеса и Каликсто Гарсии и приказал первому продвигаться по королевской дороге с примерно 200 людьми и атаковать Кироса во время его марша. Испанцы дошли практически без остановок до деревни Байре, где остановились на ночь.
26 октября Кирос приказал своему отряду двинуться в направлении Хигуани, отправив вперед авангард из двух рот, всего около 200 человек. По необъяснимым причинам авангард не организовал передовое охранение.
С рассвета того же дня Максимо Гомес с примерно 40 пехотинцами занял место засады в месте, известном как Пинос-де-Байре. Из-за большого превосходства в силах у сил противника Гомес решил атаковать их с близкого расстояния, используя мачете, оружие, которое он очень хорошо знал, поскольку использовал его в боях на своей родине в Доминиканской республике. Его приказ заключался в том, чтобы никто не стрелял, а затем по его приказу нападали с мачете.
Около полудня авангард Кироса прибыл к месту засады, и Гомес, выйдя на дорогу, приказал атаковать с мачете в руках, что вызвало у испанских солдат такое удивление и ужас, что они не смогли защитить себя, понесли многочисленные потери и разбежались. Основная испанская колонна также была вынуждена отступить и вернуться в Сантьяго-де-Куба. Со стороны мамбисес пострадало всего несколько человек.
Бой при Пино-де-Байре стал самой кровавой и эффективная акцией кубинских повстанцев. С этого момента мачете, традиционно использовавшееся на Кубе в качестве инструмента для сельскохозяйственных работ, особенно для резки сахарного тростника, стало мощным оружием повстанцев, которое вселяло страх в испанские ряды.

## Отражение в культуре и искусстве
- Первый бой мачете (1969) — фильм.